# Danila Comastri Montanari
Danila Comastri Montanari (Bologna, 4 novembre 1948 – Bologna, 28 luglio 2023) è stata una scrittrice italiana, creatrice della saga di Publio Aurelio Stazio.

## Biografia
Laureata all'Università di Bologna in Pedagogia e in Scienze politiche, per vent'anni insegnò e compì molti viaggi.
Nel 1990 scrisse il suo primo romanzo, Mors Tua che ottenne subito il riconoscimento del premio Tedeschi per gialli inediti. Dopo la premiazione l'autrice ha dichiarato che già da molti anni aveva avuto l'idea di scrivere un mystery ambientato nell'antica Roma, ma non ne aveva mai trovato il tempo; "A me piacciono molto i mystery di ambiente vittoriano o cinese, ho pensato che nessuno aveva mai fatto indagare un senatore romano, e così ho messo in campo Publio Aurelio Stazio". Da allora si è dedicata a tempo pieno alla narrativa, privilegiando il genere del giallo storico, che le permise di conciliare i suoi principali interessi: lo studio del passato (in particolare le civiltà antiche) e l'amore per gli intrecci mystery . 
Fu una dei fondatori del "Gruppo 13" di giallisti bolognesi.
Il filone principale dei suoi gialli storici è quello che ha per protagonista Publio Aurelio Stazio, nobile senatore della Roma di Claudio (metà I secolo d.C.). La serie consta di 19 romanzi. "La scrittrice è profondamente persuasa che l’epoca imperiale sia l’ambientazione più idonea per i suoi mystery, una cornice perfetta per gialli al sangue: in quel periodo venivano rinvenuti almeno dieci cadaveri al giorno nel Tevere, la città era strabordante di immigrati (odiati e spesso vilipesi), i sani e conservatori costumi repubblicani avevano ormai perso ogni mordente di fronte al crescere sotterraneo della microcriminalità e al consolidarsi pubblico della mafia edilizia. In quest’epoca non certamente aurea si aggira il senatore Publio Aurelio Stazio, un individuo di mezz’età, di orientamento progressista, belloccio, amante delle donne e della bella vita, esperto persino nelle arti marziali (insegnategli da uno schiavo cinese)". Oltre ai romanzi troviamo anche racconti con lo stesso protagonista: Una dea per Publio Aurelio Stazio, Una perla per Publio Aurelio Stazio, Una moglie per Publio Aurelio Stazio, Un'eredità per Publio Aurelio Stazio, Una filosofa per Publio Aurelio Stazio.
Pubblicò inoltre altri romanzi e racconti ambientati in differenti epoche storiche: La campana dell'arciprete, Ricette per un delitto, Istigazione a delinquere, Il panno di Mastro Gervaso, Una strada giallo sangue (raccolta di racconti), Il giallo del serpente (racconto), Assassinio al tempio di Vesta (racconto), Natale anno zero (racconto), I delitti delle porte (racconto), Ser Niccolò e il dentifricio della contessa (racconto ambientato nella Forlì del 1499), Cosimino Ruccellai e il mistero di Vicolo degli Angeli (racconto), Il panettone di Leonardo (racconto), Il dono di Giuda (racconto), Aggressione a un giornalista ("Di tutti disse mal...") (racconto), Terrore (ambientato durante la Rivoluzione francese).
Nel febbraio 2007 diede alle stampe il saggio Giallo antico. Come si scrive un poliziesco storico, edito da Hobby & Work: in appendice sono contenuti i racconti I pirati del Chersoneso, Assassinio al tempio di Vesta e Il giallo del serpente.
Era membro del Mensa.

## Opere

### Romanzi polizieschi storici
- Ricette per un delitto - Periplo, 1995 - Todaro, Lugano 2002
- La campana dell'arciprete - Garzanti, Milano 1996
- Il panno di Mastro Gervaso - Diabasis, Parma 1997
- Una strada giallo sangue - Diabasis, Parma 1999
- Istigazione a delinquere - Todaro, Lugano 2003
- Terrore - Mondadori, Milano 2008

### Serie di Publio Aurelio Stazio
- Mors tua - (Premio Tedeschi) Il Giallo Mondadori n. 2161, 1990, Hobby & Work 1997
- In corpore sano, Il Giallo Mondadori n. 2235, 1991, Hobby & Work 1998
- Cave canem, Il Giallo Mondadori n, 2329, 1993, Hobby & Work, 1999
- Morituri te salutant, Il Giallo Mondadori n. 2394, 1994, Hobby & Work 1999
- Vacanze romane (raccolta dei primi tre volumi: Mors tua - In corpore sano - Cave canem), Speciale Giallo Mondadori, n.1, 1994
- Parce sepulto, Il Giallo Mondadori n. 2466, 1996, Hobby & Work 1999
- Cui prodest?, Hobby & Work nel 1997
- Spes, ultima dea, Hobby & Work, 1999, ISBN 978-88-7133-390-8
- Scelera, Hobby & Work, novembre 2000
- Gallia est, Hobby & Work, novembre 2001, ISBN 978-88-04-64012-7
- Saturnalia, Hobby & Work, 2002, ISBN 978-88-7133-510-0
- Ars moriendi - Un'indagine a Pompei, Hobby & Work, 2003, ISBN 978-88-7133-710-4
- Olympia - Un'indagine ai giochi ellenici, Hobby & Work, 2004, ISBN 978-88-04-65201-4
- Tenebrae, Hobby & Work, 2005, ISBN 978-88-7851-171-2
- Nemesis, Hobby & Work, 2007, ISBN 978-88-7851-883-4
- Dura lex, Hobby & Work, 2009, ISBN 978-88-7851-861-2
- Tabula rasa, Arnoldo Mondadori Editore, Milano 2011, Collana "Omnibus". ISBN 978-88-04-60885-1
- Pallida mors, Arnoldo Mondadori Editore, Milano 2013, Collana "Omnibus". ISBN 978-88-04-63098-2
- Saxa rubra, Arnoldo Mondadori Editore, Milano 2015, Collana "Omnibus". ISBN 978-88-520-6937-6
- Ludus in fabula, Mondadori Libri S.p.A., Milano 2017, Collana "Omnibus". ISBN 978-88-04-66428-4

### Saggi
- Giallo antico. Come si scrive un poliziesco storico, Hobby & Work, 2007

### Racconti
- Il gigante giustiziere in AA.VV. Supergiallo Mondadori presenta Estate Gialla 1995, Arnoldo Mondadori Editore, Milano 1995
- Il giallo del serpente, in "Specchio della Stampa" n.4, 17 febbraio 1996, pp.106-110[5]
- Un delitto in via Panisperna in  Gian Franco Orsi (a cura di), Fez, struzzi & manganelli.I migliori giallisti italiani raccontano il ventennio fascista, Milano, Sonzogno, 2005,  pp. 113-137.
- La bocca del re in AA.VV. Giallo uovo, 2006
- La sagra del parmigiano in AA.VV. Il gusto del delitto, Leonardo Publishing, 2008

## Riconoscimenti
- Premio Tedeschi, 1990, per il primo romanzo.[6]